# Walter Mundschin
Walter Mundschin (født 17. oktober 1947 i Sursee, Schweiz) er en schweizisk tidligere fodboldspiller (libero). 
Mundschin spillede syv kampe for Schweiz' landshold, som han debuterede for i en venskabskamp mod Sverige 26. april 1972.
På klubplan tilbragte Mundschin hele sin karriere hos FC Basel, og vandt intet mindre end seks schweiziske mesterskaber med klubben.

## Titler
Schweizisk mesterskab
- 1967, 1969, 1970, 1972, 1973 og 1977 med FC Basel

Schweizisk pokal
- 1967 og 1975 med FC Basel

Schweizisk Liga Cup
- 1972 med FC Basel